# 八幡交通
八幡交通有限会社（やわたこうつう）は、徳島県の阿波市を中心に営業する貸切バス・タクシー事業者。阿波市の旧市場町内に本社がある。タクシー事業は特に「八幡交通タクシー」の名で営んでいる。かつては路線バスを運行していた。

## 概要
もともとタクシー・貸切バス事業を営んでいた。
その後、2018年3月1日より市場交通から路線バス事業を引き継ぎ、学駅～界目（さかいめ、旧市場町と香川県東かがわ市の県境。大川バス境目停留所と隣接）、学駅～土柱の2路線（2路線の分岐点である市場止め系統を含む）の運行を開始したが、2019年4月にすべての路線バスの運行を終了した。

### かつて運航していた路線
- 市場学駅線（学駅～市場）
- 界目市場線（市場～界目）
- 市場土柱線（市場～土柱）

八幡交通の路線は上記3系統を運行していたが、実際には学駅～市場～境目、学駅～市場～土柱という連続運行の形態を取っていた（一部便を除く。また学駅～市場止め便もあり）。
2019年4月1日より阿波市によるデマンド型乗合交通の運行が開始され、3路線は廃止となった。このデマンド型乗合交通は平日のみの運行となり、阿波市民以外の利用は不可能となる。

### かつての運行ダイヤ（2018年3月現在）
平日・土曜・日曜祝日ともに共通したダイヤで運行されていた。3系統とも学駅でJR線に接続するダイヤを取っており、学駅で列車の接続を受けて発車する便もあった。なお、市場交通が運行していた頃は正月三が日（1月1日～3日）は運休していたが、八幡交通では正月三が日も運行をしていた。
- 学駅 - 市場系統　1日学駅発3本、市場発2本
  - 旧国鉄バス→四国旅客鉄道市場町駅跡は途中の南町バス停に所在。
- 学駅 - 界目系統　1日学駅発3本、界目発4本
  - このうち、0.5往復は学駅→市場止、約30分後に市場始発→界目として運行。
- 学駅 - 土柱系統　1日2往復